# Cantone di Goicoechea
Il cantone di Goicoechea è un cantone della Costa Rica facente parte della provincia di San José.

## Geografia antropica

### Suddivisioni amministrative
Il cantone  è suddiviso in 7 distretti:
- Calle Blancos
- Guadalupe
- Ipís
- Mata de Plátano
- Purral
- Rancho Redondo
- San Francisco